# Gien
Gien és un municipi francès, situat al departament del Loiret i a la regió de Centre – Vall del Loira. L'any 2007 tenia 15.442 habitants. Entre els seus edificis destacats es troba el castell de Gien.

## Fills il·lustres
- Jean Huré (1877-1932) musicògraf, organista i compositor.

### Població
El 2007 la població de fet de Gien era de 15.442 persones. Hi havia 6.559 famílies, de les quals 2.541 eren unipersonals (964 homes vivint sols i 1.577 dones vivint soles), 1.766 parelles sense fills, 1.744 parelles amb fills i 508 famílies monoparentals amb fills.
La població ha evolucionat segons el següent gràfic:
Habitants censats

### Habitatges
El 2007 hi havia 7.517 habitatges, 6.682 eren l'habitatge principal de la família, 138 eren segones residències i 697 estaven desocupats. 4.398 eren cases i 3.103 eren apartaments. Dels 6.682 habitatges principals, 3.117 estaven ocupats pels seus propietaris, 3.386 estaven llogats i ocupats pels llogaters i 179 estaven cedits a títol gratuït; 180 tenien una cambra, 1.036 en tenien dues, 2.069 en tenien tres, 1.910 en tenien quatre i 1.487 en tenien cinc o més. 4.350 habitatges disposaven pel capbaix d'una plaça de pàrquing. A 3.750 habitatges hi havia un automòbil i a 1.509 n'hi havia dos o més.

### Piràmide de població
La piràmide de població per edats i sexe el 2009 era:
| Homes | Edats   | Dones |
| ----- | ------- | ----- |
| 4     | 95 o +  | 32    |
| 60    | 90 a 94 | 152   |
| 92    | 85 a 89 | 236   |
| 112   | 80 a 84 | 196   |
| 208   | 75 a 79 | 352   |
| 264   | 70 a 74 | 300   |
| 356   | 65 a 69 | 368   |
| 344   | 60 a 64 | 400   |
| 316   | 55 a 59 | 372   |
| 500   | 50 a 54 | 476   |
| 516   | 45 a 49 | 540   |
| 520   | 40 a 44 | 516   |
| 536   | 35 a 39 | 560   |
| 489   | 30 a 34 | 504   |
| 612   | 25 a 29 | 608   |
| 425   | 20 a 24 | 480   |
| 533   | 15 a 19 | 532   |
| 560   | 10 a 14 | 492   |
| 512   | 5 a 9   | 388   |
| 488   | 0 a 4   | 372   |

## Economia
El 2007 la població en edat de treballar era de 9.607 persones, 6.399 eren actives i 3.208 eren inactives. De les 6.399 persones actives 5.578 estaven ocupades (3.034 homes i 2.544 dones) i 820 estaven aturades (431 homes i 389 dones). De les 3.208 persones inactives 813 estaven jubilades, 932 estaven estudiant i 1.463 estaven classificades com a «altres inactius».

### Ingressos
El 2009 a Gien hi havia 6.345 unitats fiscals que integraven 14.469,5 persones, la mediana anual d'ingressos fiscals per persona era de 15.888 €.

### Activitats econòmiques
Dels 845 establiments que hi havia el 2007, 11 eren d'empreses extractives, 23 d'empreses alimentàries, 4 d'empreses de fabricació de material elèctric, 1 d'una empresa de fabricació d'elements pel transport, 26 d'empreses de fabricació d'altres productes industrials, 85 d'empreses de construcció, 244 d'empreses de comerç i reparació d'automòbils, 13 d'empreses de transport, 85 d'empreses d'hostatgeria i restauració, 16 d'empreses d'informació i comunicació, 34 d'empreses financeres, 30 d'empreses immobiliàries, 90 d'empreses de serveis, 120 d'entitats de l'administració pública i 63 d'empreses classificades com a «altres activitats de serveis».
Dels 220 establiments de servei als particulars que hi havia el 2009, 1 era una oficina d'administració d'Hisenda pública, 2 oficines del servei públic d'ocupació, 1 gendarmeria, 1 oficina de correu, 9 oficines bancàries, 5 funeràries, 10 tallers de reparació d'automòbils i de material agrícola, 3 tallers d'inspecció tècnica de vehicles, 2 establiments de lloguer de cotxes, 5 autoescoles, 21 paletes, 13 guixaires pintors, 16 fusteries, 15 lampisteries, 10 electricistes, 4 empreses de construcció, 15 perruqueries, 5 veterinaris, 7 agències de treball temporal, 50 restaurants, 13 agències immobiliàries, 6 tintoreries i 6 salons de bellesa.
Dels 113 establiments comercials que hi havia el 2009, 3 eren supermercats, 1 un supermercat, 3 botigues de més de 120 m², 4 botiges de menys de 120 m², 15 fleques, 11 carnisseries, 1 una carnisseria, 3 llibreries, 24 botigues de roba, 12 botigues d'equipament de la llar, 6 sabateries, 5 botigues d'electrodomèstics, 4 botigues de mobles, 3 botigues de material esportiu, 2 botigues de material de revestiment de parets i terra, 3 drogueries, 2 perfumeries, 3 joieries i 8 floristeries.
L'any 2000 a Gien hi havia 41 explotacions agrícoles que ocupaven un total de 1.911 hectàrees.

## Equipaments sanitaris i escolars
El 2009 hi havia 2 hospitals de tractaments de curta durada, 1 hospital de tractaments de mitja durada (seguiment i rehabilitació, 1 un hospital de tractaments de llarga durada, 1 centre d'urgències, 1 maternitat, 1 centre de salut, 6 farmàcies i 1 ambulància.
El 2009 hi havia 2 escoles maternals i 7 escoles elementals. A Gien hi havia 3 col·legis d'educació secundària, 2 liceus d'ensenyament general i 1 liceu tecnològic. Als col·legis d'educació secundària hi havia 988 alumnes, als liceus d'ensenyament general n'hi havia 1.347 i als liceus tecnològics 562.

## Poblacions més properes
El següent diagrama mostra les poblacions més properes.